# Jermilov
Jermilov je priimek več oseb:
- Nikolaj Dimitrijevič Jermilov, sovjetski general
- Vasilij Dimitrijevič Jermilov, ukrajinski umetnik
- Aleksander Borisovič Jermilov, ruski odbojkaš